# Uvis Helmanis
Uvis Helmanis, né le 10 juin 1972, à Talsi, en République socialiste soviétique de Lettonie, est un joueur et entraîneur letton de basket-ball. Il évolue durant sa carrière au poste d'ailier.